# Papa Momar Diop
Pour les articles homonymes, voir Diop.
 (décembre 2011).
Papa Momar Diop est historien, titulaire d'un diplôme d’études approfondies d'histoire, entre autres. Il est conservateur d’archives de classe exceptionnelle, ancien Directeur des Archives nationales du Sénégal, de janvier 2005 à novembre 2008. Il a enseigné l'archivistique, l'histoire des archives et des instituions africaines précoloniales à l’École de bibliothécaires archivistes et documentalistes de l'Université Cheikh Anta Diop de Dakar
ancien Vice-Président du Comité Consultatif International Mémoire du Monde. Il donne des cours à l’Université Gaston Berger de Saint-Louis en « Gestion des Archives orales », sur « Programme Mémoire du Monde » et sur « Culture et Développement Durable ». Il est Président du Comité Régional Africain pour la Mémoire du Monde (ARCMoW).
Le 20 novembre 2008, il est nommé, par Décret n° 2008-1343, Ambassadeur Délégué Permanent du Sénégal auprès de l’UNESCO.
Il cesse ses fonctions le 31 décembre 2012.
Le 29 juillet 2014 Madame Irina Bokova, Directrice générale de l'UNESCO, le nomme membre de la Commission internationale pour la Recherche de la Paix du Prix Houphouët-Boigny de l’UNESCO ; et le 21 mai 2015, membre du Comité international consultatif Mémoire du Monde de l'Organisation (IACMoW).
Le 4 octobre 2015, lors de la douzième session de l'IACMoW tenue à Abu Dhabi, il est élu Vice-président.
Le 28 mai 2021, il est élu Président du Comité Régional Africain Mémoire du Monde (ARCMoW).
Le 10 octobre 2023, Papa Momar Diop reçoit la prestigieuse distinction de Fellow of ICA à Abu Dhabi du Congrès du Conseil International des Archives (ICA). Il s’agit de «la plus haute distinction décernée par la communauté internationale des archivistes à des personnalités et des professionnels ayant apporté une grande contribution remarquable au progrès des archives, de la préservation de la mémoire et du patrimoine dans le monde.
Papa Momar Diop est le premier Africain lauréat de cette distinction depuis la création de l’ICA en 1948.